# Decurio (lovas tiszt)
A decurio a Római Birodalom hadseregében a lovas segédcsapat, az ala kisebb egységének, a turma-nak a parancsnoka. Egy 500 fős ala-ban 16, egy ezerfős ala-ban 24 decurio volt. A név jelentése tizedes, ami a Római Királyság idejéből az eredeti curia-beosztás hadseregéből ered, ahol egy curia 100 gyalogost állított ki egy centurio és 10 lovast egy decurio vezetésével.